# Santa Genoveva de Docorodó
Santa Genoveva de Docorodó är en ort i Colombia.   Den ligger i departementet Chocó, i den västra delen av landet, 400 km väster om huvudstaden Bogotá. Santa Genoveva de Docorodó ligger 6 meter över havet och antalet invånare är 1 448.
Terrängen runt Santa Genoveva de Docorodó är huvudsakligen platt. Santa Genoveva de Docorodó ligger nere i en dal. Runt Santa Genoveva de Docorodó är det mycket glesbefolkat, med 2 invånare per kvadratkilometer. I omgivningarna runt Santa Genoveva de Docorodó växer i huvudsak städsegrön lövskog.